# سيرمور
سيرمور رمزها «SI» (بالإنجليزية: Sirmaur) ، هو تقسيم إداري لدولة الهند تتبع ولاية هيماجل برديش (بالإنجليزية: Himachal  Pradesh) ، مركزها هو مدينة ناهان (بالإنجليزية: Nahan) عدد سكانها حسب تعداد سنة 2001 هو 458,351 ، مساحتها 2,825 كم² وكثافة السكان 162 لكل كم² .